# Rublenița, Soroca
Rublenița este satul de reședință al comunei cu același nume  din raionul Soroca, Republica Moldova.

## Etimologie
Documentele prezinta dovezi ca e vorba de același sat, uneori fiind ortografiat Liubenita,alteori Rublenita sau Liublenita sau chiar și Zioblenita, Rublenitul.
Populația băștinașă a împrumutat de la slavi unele cuvinte, nume, printre acestea a fost si pronumele „Liuben”. De la acest prenume probabil a provenit denumirea pârâului Liubenita, la obârșia căruia se afla moșia Liubenita. Hidronimul (denumirea pârâului) si toponimul s-au format de la prenumele:Liuben + suf.- ita (diminutiv)= Liubenita (Rublenița). La anumite etape ale istoriei satul se va numi oficial:Liubeniti (Rublenitei), Liubenita (Rublenita ), până când, pe la începutul sec. XX, va rămâne o singura denumire Rublenita.

## Istoric
Ion Hâncu scria, ca „specialiști au descoperit aici” (la Rublenita) „vatra unui sat, format după cucerirea Daciei de Imperiul Roman”. Satul a existat deci până la invazia hunilor din anul 376, când a fost prădat si ars. Pe locul lui au fost atestate urme de case arse, grămezi de lut ars, amprente de lemne si diferite obiecte din perioada romana târzie (sec. II-IV)”.
Aici sunt câteva dealuri mai înalte: la nord de satul Solcani – având înălțimea de 213 m deasupra nivelului marii, la vest de Rublenita -302 m.
Zamfir Arbore scria:
“Valea Rubleniței, începe de la satul Rublenița si merge paralel cu traseul Soroca- Otaci până la satul Bujorauca. (Lungimea văii este de 5 km.)
Prima mențiune documentara e cea din 28 iulie 1569, când Bogdan Voievod, domn al Moldovei, întărește Frăsinei și unor rude ale și satul Răpiceni pe Prut, unde este Fântâna Țudcovții, și satul Liubenița din ținutul Sorocii:
„Din mila lui Dumnezeu, noi Bogdan voievod, domn al Țării Moldovei. Facem cunoscut cu această carte a noastră tuturor celor care o vor vedea sau o voi auzi citindu-se că pe aceste adevărate, Frăsina și surorile lor, Anușca și Cârstina și Marta și Magda, copiii Dragnei, și vara lor, Varvara și frații ei, Ion și Nicoară și Codrca, copiii lui Ponea, toți nepoții lui Iuga, strănepoții lui Petraș, i-am miluit cu mila noastră deosebită, le-am dat și le-am întărit de la noi, în țara noastră a Moldovei, ocinile și dedinele lor drepte, din privilegiu de danie ce a avut străbunicul lor, Petraș, de la înaintașii noștri, Ilie voievod, un sat anume unde este Fântâna Tudcovții, pe Prut, ce se numește acum Răpiceni, și o seliște anume obârșia Liubeniței, care se numește acum Liubenița, în ținutul Sorocăi. Toate acestea mai sus scrise să le fie de la noi uric și cu tot venitul, lor și copiilor lor, și nepoților lor, și strănepoților lor și întregului lor neam, cine li se alege cel mai apropiat, nestricat niciodată, în veci.

...

Iar pentru mai mare putere și întărire a tuturor celor mai sus scrise, am poruncit credinciosului nostru pan Gavriil mare logofăt să scrie și să atârne pecetea noastră la această adevărată carte a noastră.

Scris la Suceava, în anul 7077 <1569> iulie 28.”
Documentele asupra Liubeniti, deținute de strănepoții lui Petras, datau de prin 1432-1433, ceea ce înseamnă ca pe atunci exista si moșia cu același nume.
Așadar satul Rublenita care pe atunci era numit Liubenita e atestat documentar la 28 iulie 1569, dar exista probabil deja prin 1432.
La 11 noiembrie 1657 Ursu Vartic, fost vornic, dăruiește lui Gumenze, mare armaș, o parte din satul Rublenitul (Rublenita) ținutul Soroca.
La 26 martie 1742, un sir de moșieri din ținutul Soroca- Ciripcau, Timiliuti, Zgura Peripeceni și Liublenita, sunt stăpânite de banul Aristarho.
Recensământul din 1772-1773 prezinta: Liublenita stăpân Constantin Donici- 48 gospodari cu oameni, 3 case pustii, oameni liberi – 2 fete bisericești.
In 1818 satul Liublenita s-a pomenit in județul Iași si s-a aflat in cadru lui pin in decembrie 1835, când a fost format județul Soroca. La 22 iulie 1831, șeful județului Iași, Milinski, îi raporta guvernatorului Basarabiei despre tulburările țărănești din satele: Buloboci, Rublenita si altele si cerea sa trimită forte militare pentru înăbușirea lor. In anul 1835 a fost efectuat recensământul populație. Pe atunci moșia Rublenița mai era stăpânită de vistiernicul Iordache Ruset-Roznovan, care trăia in Moldova de dincolo de Prut. In sat au fost înregistrați: ruptași – 5 familii ; 7 bărbați si 9 femei; țărani -64 familii: 213 bărbați si 179 femei.
In 1847, Rublenița se afla în volostea Ocolina. In 1839 moșia era stăpânită de frații Egor si Constantin Cerchez, proprietari ai orașului Soroca, iar după 1847 fratele lor Alexandru Cerchez, stăpânește toata moșia Rublenița cu suprafața de 2.943 desetine.
In 1869 proprietara a moșiei este soția consilierului de colegiu Liubov Alexandrovna Panin, fiica general-maiorului Alexandru Nicolaevici Cerchez. Moșia fusese cumparata de la fratele sau, Constantin apoi o da ca zestre fiicei sale, Liubov, căsătorită cu Alexandru Panin. Regulamentul din 1868 a impus-o pe Liubov Panin sa facă parte din moșia sa si taranilor din Rublenita.La 22 septembrie 1870 mediatorul de pace al sectorului 3 al județului Soroca raporta cârmuirii zemstvei județene ca țăranilor din Rublenița li s-au repartizat loturi cu suprafața de 1.136 desetine de pământ cultivabil. Satul se afla la volostea Badiceni. Pe lângă tradiționalele culturi se cultiva si tutunul.
In 1914 s-a declanșat primul război mondial. Deja la 4 octombrie 1914, pe front a fost grav rănit soldatul Grigore Manoli, original din Rublenița.S-au întors invalizi acasă Petru Desan, Leontie Ursachi,Alexei Chirosca, Ion Ionița si Grigore Manoli. Iar 15 feciori ai Rubleniței au căzut pe câmpul de lupta.
Reforma agrara basarabeana a avut un efect benefic si pentru locuitori satului Rublenița: 334 locuitori ai satului au fost împroprietăriți cu 800ha de pământ.
La 29 martie 1923 s-a înființat cooperative Agricola “ Dacia”, compusa din 40 de membri, cu capitalul subscris de 4000 lei si capitalul vărsat 2000 lei. In anul următor primar era :Ion Bita, notar-Ion Chirosca, invatatori Ion si Anastasia Popovschi, preot paroh –Filip Știuca. In 1925 satul Rublenița a fost inclus in comuna Cosăuți de rând cu satele Egoreni, Iorjnita, Septelici, in 1929 e trecuta in comuna Ocolina iar la 29 decembrie 1930 se afla in plasa Florești si avea:1953 de locuitori, in sat activau 466 gospodarii individuale si una colectiva, erau 441 case. În 1930-1931, Rublenița este inclus in plasa Soroca. Primar fiind F. Gutu, iar secretar – Ștefan Tanase.
La 10 noiembrie 1940, la Rublenița au fost înregistrați 2173 locuitori inclusive 2151 –moldoveni; 9 –ruși si 13- alte etnii.
Ocupanții sovietici au început a căuta “dușmani poporului”. Efim I. Rau, fost jandarm, in 1940 a fost condamnat la 8 ani privațiune de libertate si aruncat într-un lagăr de corecție prin munca din regiunea Magadan a Rusiei. Nicolae Gh.Manea, fost membru al Partidului National-Taranesc, a urmat in 1941 aceeași cale. Atunci au fost deportați in regiune Tomsk din Siberia si membrii familiei sale:soția Matroana, fiicele Vera si Eugenia, fii Pavel, Valentin si Arcadie fiind reabilitați in 1990 ca oameni care nu au avut nici o vina in fata statului sovietic. La începutul anilor 1941-1945, fasciștii au format in județul Soroca ghetouri la Vertiujeni (Târgu Vertiujeni), in pădurea de lângă Cosăuți si in pădurea de la Rublenița.
Revenind in Basarabia, administrația românească si-a reinstalat toate instituțiile care au existat până la 28 iunie 1940. Primăria comunei Rublenița s-a instalat in localul din care dispăruse sovietul sătesc. Primar si notar fusese numit Ilie Pașcan, ajutat de Simion Catană si de Cigolea Mihai.
La 28 mai 1942 primar era Ion Chirosca, secretar comunal-Ion Ciubotaru, impiegat –Teodor Chetraru, casier- Stefan Chirosca, agent agricol- Ilie Ciobanu, jandarm–sergent Ion Banu.
La 18 martie 1944 Armata a 52-a sovietica a ajuns cu forțele sale principale la râul Nistru, spre sfârșitul zilei a cucerit satele Cureșnița, Șeptelici si Rublenița. Peste o 100 dintre bărbații Rublenitei au căzut pe câmpul de lupta numele lor fiind scrise in “Cartea Memoriei”.
Cinstindu-le memoria, consătenii le-au ridicat un monument in centru satului.
La 5 aprilie 1947 au fost arestați 14 conducători si membrii activi ai ONB ”Arcașii lui Stefan”, inclusiv Condrat Ursachi din Rublenita, student la Tehnicum Agricol din Soroca, Chirosca Tudor, Chirosca Stefan, Petcu Cozma, Racovschi Iacob.
In 1947 a fost organizat colhozul „Luceafărul Roșu”. Unul din primii președinți a fost Manea, înlocuit în 1950 de A. Mazur. Ulterior colhozul a fost unit cu cel din Șeptilici, dându-i-se denumirea ”Rodina”.
Președinți au fost: Petru Iu. Andries, Feodor Alexandrovici Catan, Ion Cujba, L. Ianev.
In noapte de 5 spre 6 iulie 1949 de la Rublenita au fost deportați:Babin Feodosie I. cu soția Agafia, fiii Valentin si Anatol; Catan Ion G. cu soția Anexia; Davidovici Alexandru N. cu soția Lida si fiica Larisa;Desan Pelaghia I. ; Manea Ana A. si Gheorghe F.; Ursachi Ion C. cu soția Agafia, fiul Grigore, fiica Anastasia; Ursachi Varvara Gh. cu fiica Agafia. In 1952 este arestat Sevacov sub acuzația de participare la activitatea unei organizații contra revoluționare, condamnat la moarte in februarie 1953, sentința comutată ulterior cu 25 de ani de detenție într-un lagăr de corecție prin munca.
In urma privatizării pământului, 1006 persoane au fost împroprietărite cu câte 1,23 ha. In prezent activează SRL „Tehrubor”, director Ghenadie Munteanu, 81 gospodari țărănești.
In 1992 la Nistru, pentru independenta si integritate au luptat: Eftodie Vasile, Bita Andrei, Bita Serghei, Botoroga Petru, Botoroga Valeriu, Chirosca Ion, Chirosca Tudor, Corcimari Eugen, Cotaga Vasile, Lesan Vladimir, Martin Ion, Plitoc Mihail.

## Demografie

### Structura etnică
Structura etnică a satului conform recensământului populației din 2004:
| Grup etnic         | Populație | % Procentaj |
| ------------------ | --------- | ----------- |
| Moldoveni / Români | 3.753     | 99,26%      |
| Ucraineni          | 18        | 0,48%       |
| Ruși               | 9         | 0,24%       |
| Țigani             | 1         | 0,03%       |
| Total              | 3.781     | 100%        |